# Oxford (Nova Scotia)
Oxford ist eine kanadische Ortschaft im Cumberland County, einem nordwestlichen Teil der Atlantikprovinz Nova Scotia. Die Ortschaft befindet sich 32 km östlich der nächsten größeren Stadt Amherst und hat 1190 Einwohner (Stand: 2016). 2011 betrug die Einwohnerzahl 1151.
Oxford befindet sich am Zusammenfluss dreier Flüsse. Der Name kommt von der Furt (englisch ford) eines nahen Flusses, wo frühe Siedler Ochsen (Oxen) nutzten, um den Fluss zu überqueren.